# Interactive Brokers
Interactive Brokers (IB) ist ein US-amerikanisches multinationales Brokerunternehmen mit Unternehmenssitz in Greenwich, Connecticut und internationalen Büros in der Schweiz, Kanada, Hongkong, dem Vereinigten Königreich, Australien, Japan, Ungarn, Russland, Indien, China, Luxemburg, Irland, Singapur und Estland. IB betreibt die größte elektronische Handelsplattform in den USA, gemessen an der Zahl der täglichen Durchschnittsumsätze und bediente im Januar 2022 knapp 1,9 Millionen Kunden in 200 Staaten und Territorien, welche über ein angelegtes Kapital von über 300 Milliarden US-Dollar verfügen. Das Unternehmen vermittelt Aktien, Optionen, Futures, Rohstoffpapiere, Futures-Optionen, Devisen, Anleihen und Fonds. Dabei werden über 150 Märkte und 25 Währungen abgedeckt. Zu den Kunden gehören neben Institutionen auch Einzelanleger und Trader. Seit 2021 können auch Kryptowährungen gehandelt werden. Über die mobile Plattform IBKR Mobile betreibt das Unternehmen eine der größten Onlinehandelsplattformen.
Das ursprüngliche Unternehmen wurde 1977 als Market-Maker unter dem Namen T.P. & Co. von Thomas Peterffy gegründet und 1982 in Timber Hill Inc. umbenannt. Es war das erste Unternehmen, welches 1983 Handheld-Computer für den Handel einsetzte. Im Jahr 1987 entwickelte Peterffy auch das erste vollautomatische algorithmische Handelssystem, mit dem Aufträge automatisch erstellt und an den Markt übermittelt werden konnten. Das Unternehmen war damit entscheidend an der Automatisierung der Finanzmärkte beteiligt. Zwischen 1993 und 1994 wurde die Unternehmensgruppe Interactive Brokers Group und die Tochtergesellschaft Interactive Brokers LLC gegründet, um das elektronische Brokerage zu kontrollieren und es von Timber Hill, das Market-Making betreibt, zu trennen. 2019 zog sich Gründer Peterffy von der Position als Geschäftsführer (Chief Executive Officer) des Unternehmens zurück.